# Chiesa di Santa Maria di Musiano
La chiesa di Santa Maria di Musiano è una chiesa in Scorrano, frazione di Cellino Attanasio, in provincia di Teramo ed è dedicata alla Madonna degli Angeli.

## Descrizione
La chiesa è stata costruita nel 944 e dopo ricostruita su una pianta settecentesca. È presente una scultura lignea settecentesca rappresentante una Madonna con Bambino.